# Carta Atlàntica
La Conferència de Terranova o Carta Atlàntica és un document d'una pàgina redactat per Churchill i Roosevelt al vaixell Príncep de Gal·les l'any 1941, durant la Segona Guerra Mundial. Conté uns principis que inclouen el desarmament, la pau i els drets humans, i es va convertir en la base del dret internacional modern.
Es va convocar a l'illa canadenca de Terranova. La Unió Soviètica ja havia entrat en guerra, però els soviètics intentaven aturar la marea de la invasió alemanya, i la seva presència a Terranova va ser impossible. Va ser la primera conferència de les grans potències aliades durant la Segona Guerra Mundial, on malgrat les seves radicals diferències ideològiques, el capitalisme i el comunisme es van esforçar per enderrocar el totalitarisme nazi.
Els Estats Units encara no havien entrat a la contesa, tot i que era previsible que, igual que en la Primera Guerra Mundial, la campanya submarina alemanya a l'Atlàntic conduís a la intervenció nord-americana. De moment, Washington hi acudia amb ajuda militar (d'acord amb la Llei de préstecs i arrendaments) en socors dels britànics. De la conferència de Terranova van sorgir unes declaracions molt genèriques, sintetitzades en la Carta Atlàntica. En conjunt, tenien un to idealista que recordava molt els catorze punts enunciats pel president Woodrow Wilson el 1917.
Si s'exclou la conferència de Terranova, celebrada l'agost de 1941, entre Churchill i Roosevelt quan encara no havien entrat a la guerra ni els soviètics ni els nord-americans, les celebrades el 1943 (conferència de Casablanca, Conferència del Caire i conferència de Teheran) van ser bàsicament la coordinació estratègica entre les potències aliades, en un moment en què ja tenien la iniciativa militar sobre les potències de l'Eix.